# Vlastimil Vojtěch Deym ze Stříteže
Vlastimil Vojtěch hrabě Deym ze Stříteže (německy obvykle jako Albert Rudolf Graf Deym, 5. prosince 1812 Hostinné – 11. února 1863 Mariánské Lázně), byl český a rakouský šlechtic z rodu Deymů ze Stříteže. Byl činný jako nakladatel a politik, během revolučního roku 1848 poslanec Říšského sněmu.

## Biografie
Vlastimil Vojtěch Rudolf Deym ze Stříteže byl příslušníkem hostinnské větve rodu Deymů ze Stříteže. Jeho starší bratr Mořic Deym (1808–1851) byl také politikem. 
Během revolučního roku 1848 se zapojil do politiky. V březnu 1848 se stal předsedou Svatováclavského výboru a od dubna 1848 byl místopředsedou z něj utvořeného Národního výboru. Byl aktivní v politickém tisku, vydával Národní noviny jako nový český deník, v němž působil Karel Havlíček Borovský. V roce 1863 v Praze vyšel také jeho ilustrovaný list Rodinná kronika (Vaterländische Chronik). Byl rovněž majitelem obranného sboru Svornost, kterému velel Karel Drahotín Villani.
Ve volbách roku 1848 byl zvolen za volební obvod Nový Bydžov do ústavodárného Říšského sněmu v Kroměříži. Profesně se uvádí jako soukromník. Patřil k českému politickému táboru, Národní strana (staročeši), stejně jako jeho bratr Mořic Deym (1808–1851), který rovněž zasedal na Říšském sněmu.
Po rozpuštění sněmu roku 1849 odešel z politiky. Žil na svém panství v Poutnově. Hrabě Vlastimil Vojtěch Rudolf Deym ze Stříteže zemřel dne 11. února 1863 v Mariánských Lázních.